# Rhuddlani vár
A rhuddlani vár egy középkori erőd a denbighshire-i Rhuddlanban. I. Eduárd angol király alapította, az építkezés James de Saint George irányításával folyt 1277 és 1282 között. A ma már romos várat a Cadw, a walesi kormányzati műemlékvédelmi ügynökség gondozza.

## Építése
Rhuddlan vára koncentrikus alaprajzzal készült. Jellegzetessége, hogy alaprajza leginkább egy gyémántra emlékeztet, mivel a kaputornyok a négyszögletű várudvar sarkain állnak, ellentétben a harlechi, flinti és beaumarisi vár alaprajzaival.
A védőfalakkal körbevett belső udvarra a sarkokon két, egymással szemben elhelyezkedő iker kaputornyokon keresztül lehet bejutni. A belső várat kisebb tornyokkal megerősített körítőfal védi. Az erődöt egy száraz árok is övezte, mely a szárazföld felől nyújtott védelmet. A belső várban nagyterem, konyhák, magánlakosztályok és egy kápolna kapott helyet. A külső várba magtár, istállók és egy kovácsműhely került.
Az építkezés James de Saint George felügyelete mellett zajlott. Az 1282-be befejezett vár a flinti erőddel egyidejűleg épült.
A vár a Clwyd folyó partján helyezkedik el. A hosszúra nyúló építkezés során a folyó medrét kiegyenesítették és kikotorták, hogy egy mesterséges csatornán keresztül a szárazföld belsejébe lehessen hajózni. Ennek célja az volt, hogy a várat akkor is el lehessen látni, ha egy ostrom során a szárazföldi közlekedés megszakad.

## Története

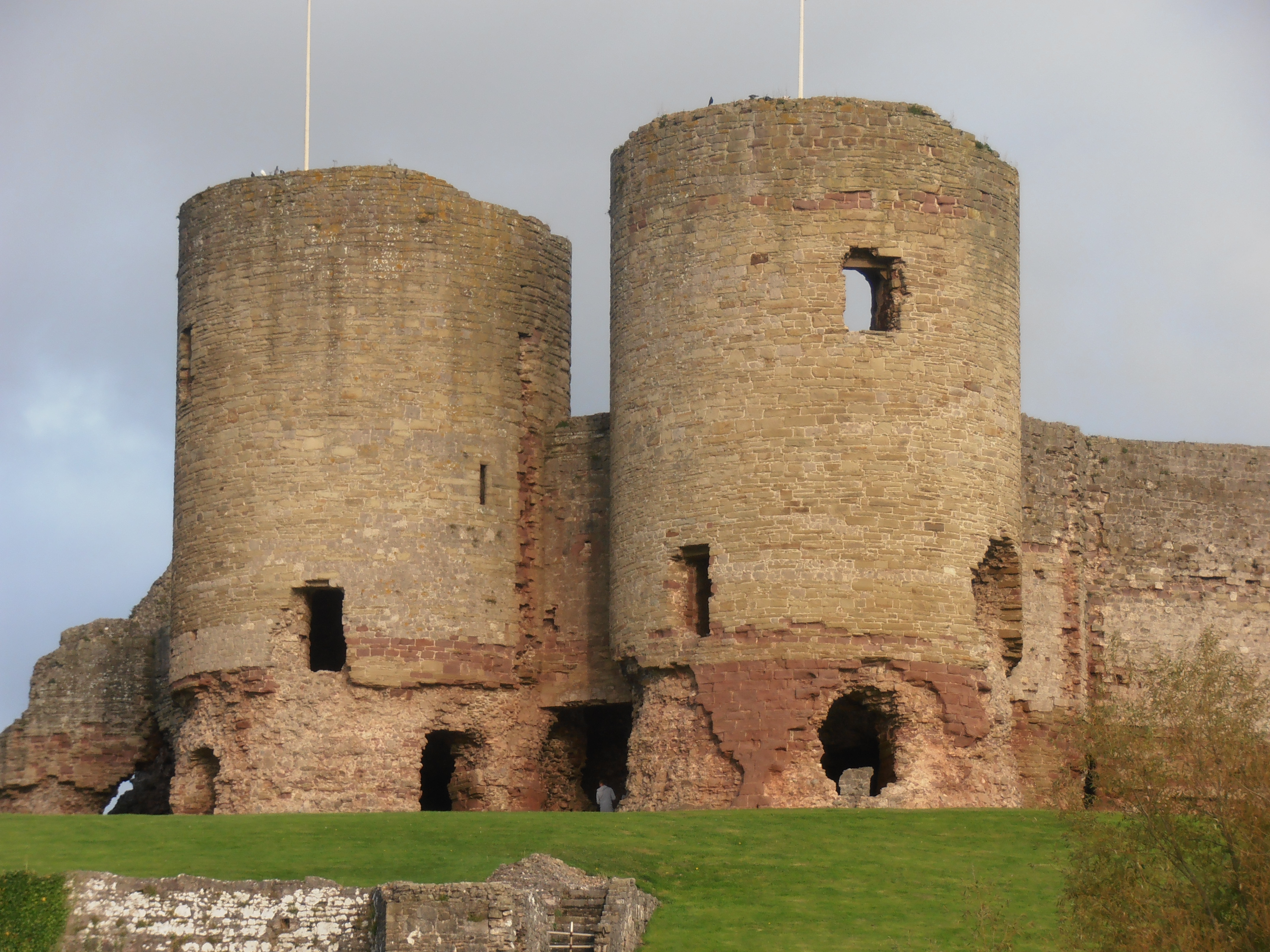
A nyugati iker kaputornyok

Rhuddlan már a normannok érkezése előtt is fontos település volt. Mielőtt a hódítók elfoglalták Gwyneddet, Rhuddlan egy helyi közigazgatási egység, vagyis cantref, központja volt, ahonnan Wales északkeleti részét irányították.
A 11. század végén a normannok megszállták Gwyneddet. A Rhuddlan feletti hatalomért a gwyneddi herceg Chester earljével hadakozott. Egy korai, 1086-ban épült normann motte-and-bailey maradványai találhatóak a jelenlegi vártól nem messze délre.
1277 júliusában a walesi háború kitörése után nem sokkal I. Eduárd Chestertől egészen Flintig nyomult, ahol várépítésbe kezdett. A király a seregeit támogató 25 hajó segítségével gyorsan haladt a part mentén és augusztusban Rhuddlanba érkezett. Három hónap múlva, az Eduárd és Llywelyn ap Gruffudd között létrejött aberconwy-i békét követően a város az angol koronáé lett. A rhuddlani vár munkálatai ebben az évben kezdődtek, az építkezés felügyeletét egy francia építőmesterre, Bertramra hagyták. Nem sokkal később James de Saint George átvette az irányítást, és a vár 1282-es befejezéséig ő vezette a munkálatokat. A vártól északra Eduárd egy települést is alapított. Az eredeti városszerkezet a modern Rhuddlanban még ma is látható. Flinthez hasonlóan a várost két árokkal elválasztott földmű és sánckerítés védte.
Eduárd nyolcadik lánya, Erzsébet Rhuddlanban született 1282-ben. Két évvel később a várban írták alá Rhuddlan törvényét (Statute of Rhuddlan). A törvény kimondta, hogy a walesi hercegek minden földje az angol koronát illeti, valamint kiterjesztette Walesre az angol jogrendszert. Ez lehetővé tette, hogy Eduárd angol tisztviselőket, például ispánokat, várkapitányokat és végrehajtókat, nevezzen ki, akik beszedhetik az adókat, és biztosítják az angol törvények betartását. Annak ellenére, hogy ez a törvény Wales területén is meghonosította az angol törvényeket, helyi szinten még a walesi jogrendszert használták. Ez a szokás egészen 1536-ig megmaradt, amikor eltörölték Rhuddlan törvényét és Walesben is kizárólagossá tették az angol jogrendszert.
1294-ben a Madog ap Llywelyn vezette felkelés során a walesiek megtámadták a várat, elfoglalniuk azonban nem sikerült. 1400-ban Owain Glyndŵr is megtámadta Rhuddlant. Ekkor a város jelentős károkat szenvedett el, a vár azonban kitartott. Ahogy a 15. század végén és a 16. század elején az erőd adminisztratív és stratégiai szerepe csökkent, állapota is egyre rosszabb lett.
Az angol forradalom idején a várban királypárti őrség állomásozott, 1646-ban azonban a köztársaságiak sikeresen elfoglalták. Két évvel később szándékosan lerombolták, hogy később ne lehessen használni.

## Fordítás
Ez a szócikk részben vagy egészben  a   Rhuddlan Castle című angol Wikipédia-szócikk ezen változatának fordításán alapul.  Az eredeti cikk szerkesztőit annak laptörténete sorolja fel. Ez a jelzés csupán a megfogalmazás eredetét és a szerzői jogokat jelzi, nem szolgál a cikkben szereplő információk forrásmegjelöléseként.